# Hygrotus saginatus
Hygrotus saginatus là một loài bọ cánh cứng trong họ Bọ nước. Loài này được Schaum miêu tả khoa học năm 1857.